# Торсійний кут зв'язку

У твердому пероксиді водню торсійний кут між площинами H-O-O становить 90,2°

Торсíйний кут зв'язку́ (рос. торсионный угол связи, англ. torsion bond angle), також діедральний кут між зв'язками — двогранний (торсійний) кут між площиною, в якій лежать атоми A, B і C молекули A-B-C-D, та площиною, в якій лежать атоми B, C, D. У проєкції Ньюмена це кут (від 0° до 180°) між зв'язками, що йдуть до двох специфічних (фідусіальних) груп: один від атома, який розташований ближче (проксимальний), а інший від атома, що розташований далі (дистальний). Кут між A та D є додатним, якщо зв'язок А–В повертається за годинниковою стрілкою менш, ніж на 180° для того, щоб він міг затулити зв'язок C–D, від'ємний кут означає обертання в протилежну сторону.

## Номенклатура
Стереохімічні розташування з торсійним кутом між 0 і ±90° мають назву син- (s), між ±90° і 180° — анти- (a), між 30° і 150° або між –30° і –150° — клінальні (c) (англ. clinal), між 0° і 30° або між 150° і 180° — перипланарні (p) (англ. periplanar).
Два типи термінів можуть комбінуватись так, щоб вони визначали чотири області торсійного кута:
- 0° до 30° — синперипланарні (sp) (англ. synperiplanar) (також мають назву син- або цис-конформації),
- 30° до 90° та –30° до –90° — синклінальні (sc) (англ. synclinal) (також мають назву гош (англ. gauche) або скошені (англ. skew) конформації),
- 90° до 150° та –90° до  150° — антиклінальні (ac) (англ. anticlinal),
- ±150° до 180° — антиперипланарні (ap) (англ. antiperiplanar) (також мають назву анти- або транс-конформації).

Для макромолекул використовуються символи T, C, G+, G–, A+, A– (відповідно ap, sp, +sc, –sc, +ac, –ac).